# FN – Spruckna drömmar
FN – Spruckna drömmar är en FN-kritisk bok av Fredrik Segerfeldt som gavs ut 2011 på Hydra förlag.
Bokens presentation lyder: 
| ” | Hur skulle den sämsta tänkbara rollfördelningen för en internationell organisation se ut? Folkmördare (Rwanda) skulle vara ansvariga för säkerheten, kommunistiska enpartistater (Kina) skulle verka för mänskliga rättigheter, vanstyrda afrikanska stater (Zimbabwe) skulle sköta den ekonomiska utvecklingen och fundamentalistiska muslimer (Saudiarabien) främja kvinnors rättigheter. Och så en dyr, korrupt och ineffektiv administration ovanpå det hela. Det är så FN ser ut. Ändå står Förenta Nationerna sedan många decennier i centrum för svensk utrikespolitik. Vi låtsas som att det finns en internationell rättsordning, som att FN kan skapa fred och utveckling och som att det finns några förenta nationer med gemensamma mål och intressen. FN bygger på en naiv önskedröm som spruckit, gång på gång. Boken visar varför det är dags att göra upp med denna politik och varför Sverige bör verka för tätare samarbete mellan världens demokratier, först inom ramen för FN men på sikt inom ramen för ett Demokratiernas Förbund. | „ |

## Finansiering
FN – Spruckna drömmar finansierades via en insamling på webben. Tack vare en rad profilerade bloggare och opinionsbildare som Dick Erixon, Johnny Munkhammar, Johan Ingerö, Johan Norberg, Sakine Madon och Per Gudmundson kunde Segerfeldt samla ihop nästan 60 000 kronor från över 200 donatorer. Detta slogs vid ett flertal tillfällen upp stort av politiksajten makthavare.se.

## Recensioner
"Om vi inte vill upprepa historiens misstag så bör vi undvika en alltför naiv tilltro till FN" skriver Torbjörn Jerlerup i en recension.
"FN – ett ineffektivt antivåldsprojekt" skriver Ida Thulin i Västerbottenskuriren.
"Bortom den ibland något tillspetsade och överdrivna retoriken är Segerfeldts bok ett välkommet bidrag i debatten, som förhoppningsvis såväl FN-kramare som fiender tar sig tid att läsa" skriver Emilie af Jochnick i en mer kritiskt hållen recension.